# Aleksandr Guerunov
Aleksandr Guerunov est un karatéka russe né le 10 décembre 1979 à Togliatti. Il a remporté la médaille d'or du kumite individuel masculin plus de 80 kg aux championnats du monde de karaté 2004 à Monterrey ainsi que celle du kumite individuel masculin plus de 84 kg aux championnats d'Europe de karaté 2009 à Zagreb.